# Xã Loyalhanna, Quận Westmoreland, Pennsylvania
Xã Loyalhanna (tiếng Anh: Loyalhanna Township) là một xã thuộc quận Westmoreland, tiểu bang Pennsylvania, Hoa Kỳ. Năm 2010, dân số của xã này là 2.382 người.